# Earl Williams
Earl Michael Williams (ur. 28 lutego 1964) – polityk Dominiki, lider Zjednoczonej Partii Pracujących (UWP, United Workers' Party) od 2005 do 2008 oraz lider opozycji w latach 2007–2008. 

## Życiorys
Earl Williams uczęszczał do Salisbury Government School (Szkoła Rządowa w Salisbury) oraz Community High School. Następnie pracował jako nauczyciel w kilku szkołach na Dominice. W 2000 rozpoczął studia prawnicze na University of West Indies (Uniwersytet Indii Zachodnich).
28 maja 1990 jako aktywny działacz społeczny, Williams został po raz pierwszy wybrany do parlamentu z okręgu Salisbury jako kandydat Zjednoczonej Partii Pracujących (UWP). W wyborach w 1995 uzyskał reelekcję. Wówczas UWP zdobyła większość w parlamencie, a Williams objął stanowisko ministra komunikacji i pracy, które zajmował do 2000. 
W wyborach w 2000 ponownie zdobył mandat, jednak jego partia utraciła parlamentarną większość i przeszła do opozycji (do dzisiaj). Po wyborach parlamentarnych w maju 2005, Williams po raz czwarty zasiadł w parlamencie. W grudniu 2005, po rezygnacji ze stanowiska Edisona Jamesa, stanął na czele Zjednoczonej Partii Pracujących. 16 lipca 2007 zastąpił Jamesa również na stanowisku lidera opozycji. 
30 lipca 2008 Willimas zrezygnował ze stanowiska szefa partia i lidera opozycji powodu oskarżeń o nieprawidłowości finansowe w trakcie jego pracy jako prawnika. 8 sierpnia 2008 na stanowisku lidera UWP i opozycji zastąpił go Ronald Green.